# François-Marie Banier
François-Marie Banier (27 de junio de 1947) es un novelista, dramaturgo, artista, actor vividor y fotógrafo francés. Es conocido por sus fotos de celebridades y por su amistad con miembros de la alta sociedad.

## Vida y carrera
Banier nació en París, Francia. Creció dentro de una familia de clase media pero se distanció de sus padres cuando era adolescente. En una entrevista en 2009 con Paris Match, dijo haber sido "completamente incomprensible con sus padres". También dijo que su padre le pegaba, y su madre tenía una habilidad para evitar responder a preguntas cuando se le cuestionaba.
A pesar de su origen modesto, desde una edad temprana tuvo un talento precoz e hiperactivo, siendo capaz de desarrollar amistad con gente de la alta sociedad y artistas. A la edad de 16 años, conoció a Salvador Dalí, quien mandaba su coche para recoger a Banier y llevarlo a su suite del Hotel Meurice para "hablar de arte". A la edad de 19 años, se hizo amigo de la rica heredera y mecenas, Marie-Laure de Noailles, quien entonces tenía 64 años.
Publicó su primera novela, Les Résidences secondaires ou la Vie distraite (Segundos hogares o vidas diatraídas), a la edad de 22 años. Al mismo tiempo, una conocida diseñadora parisina, Madeleine Castaing (quien tenía 75 años en ese momento) le ayudó a lanzar una carrera en la fotografía conmemorando una docena de fotografías suyas por 70 000 francos.
Tras los años, Banier se hizo amigo de diversas celebridades, incluyendo a Pablo Picasso, Yves Saint Laurent, Pierre Cardin, Françoise Sagan, Samuel Beckett, Vladimir Horowitz, Louis Aragon, François Mitterrand, Kate Moss, Mick Jagger y la princesa Carolina de Mónaco. Es buen amigo del actor Johnny Depp y su exesposa Vanessa Paradis, a quienes conoció en su casa del sur de Francia. Banier es el padrino de su hija, Lily-Rose.
En la década de 1970, Banier compartió un estudio con Jacques Grange en la calle Servandoni cerca de Luxembourg Garden. Tras pasar los años, adquirió su propio estudio en la calle Servandoni. En 2008 compartía estos departamentos con el actor Pascal Greggory y su sobrino Martin d’Orgeval.
Banier, quien es abiertamente gay, es propietario de una casa en Sommières, Francia.

## Relación con Liliane Bettencourt
En 1987 François-Marie Banier fue contratado para fotografiar a Liliane Bettencourt y Federico Fellini para la revista francesa Egoiste. Bettancourt era propietaria de acciones de la empresa L'Oréal y una de las personas más ricas del mundo con una fortuna estimada de cuarenta mil cien millones de dólares. Tras los años, Banier y Bettencourt se volvieron amigos y ella se convirtió en su benefactora, haciéndole regalos estimados en incluso mil trescientos millones de euros. Estos regalos incluían una póliza de seguro para toda la vida de 253 millones de euros en 2003, otra de 262 millones de euros en 2006, 11 trabajos de arte en 2001 valorados en 20 millones de euros, incluyendo cuadros de Picasso, Matisse, Mondrian, Delaunay y Léger y una fotografía del surrealista Man Ray y dinero en metálico. Los pólizas de seguro fueron firmadas y entregadas a Banier cuando Bettencourt se estaba recuperando de dos estadías en el hospital en 2003 y 2006.
En diciembre de 2007, Françoise Bettencourt Meyers, la hija de Bettencourt, presentó una demanda criminal a Banier, acusándolo de abus de faible (o explotación física o psíquica de una persona para beneficio propio) sobre Bettencourt. Como resultado de la demanda, la Brigade Financière, abrieron una investigación y, tras investigar a los empleados de Bettencourt, determinaron abrir un juicio en Nanterre en septiembre de 2009. En diciembre de 2009, la corte aplazó el juicio hasta abril de 2010 (y luego hasta julio de 2010) a la espera de resultados sobre la salud mental de Bettencourt. Sin embargo, Bettencourt se rehusó a ser examinada.
En julio de 2010, el juicio se aplazó por tercera vez a otoño de 2010, como muy pronto, después de que grabaciones del mayordomo de Bettencourt se hiciera públicas. En las cintas se alega que Bettencourt había hecho a Banier su "único heredero" (excepto las acciones de L'óreal que ya habían sido traspasadas a su hija y nietos). Bettencourt ha, desde entonces, eliminado a Banier de su testamento.
En mayo de 2015, le fue dada una sentencia de seis años y la orden de pagar una multa de 250.000 euros y pagar de vuelta 15 millones de euros a la familia Bettencourt.
En agosto de 2016, la corte redujo su pena a cuatro años y 375.000 euros de multa.

## Trabajo seleccionado
Novelas
- Les Résidences Secondaires, Grasset, 1969
- Le Passé composé, Grasset, 1971
- La Tête la première, Grasset, 1972
- Balthazar, fils de famille, Gallimard, 1985, Grand prix des lectrices de Elle
- Sur un air de fête, Gallimard, 1990
- Les Femmes du métro Pompe, Gallimard, 2006
- Johnny Dasolo, Gallimard, 2008

Obras de teatro
- Hôtel du lac, Gallimard, 1975
- Nous ne connaissons pas la même personne, Grasset, 1978
- Je ne t'ai jamais aimé, Gallimard, 2000

Fotografía 
- Photographies, Gallimard/Denoël, 1991
- Past-Present, William Morrow, New York, 1996 ; Schirmer/Mosel, Múnich 1997
- Vivre, São Paulo, Pinacoteca do Estado ; Rio de Janeiro, Museum de Arte Moderna, 1999
- François-Marie Banier, Tokyo Metropolitan Museum of Photography, Asahi Schimbun, 2000
- Brésil, Gallimard, 2001
- François-Marie Banier, Miami Beach, Bass Museum of Art ; Gallimard, 2003
- Le Chanteur muet des rues, en collaboration avec Erri de Luca, éd. Martin d'Orgeval, Gallimard, 2006
- Perdre la tête, Die schönsten deutschen Bücher (Prix du meilleur livre allemand, section photographie), 2006 ; Silver Crown Award, Moscou, 2007
- Vive la vie, with photographs of Natalia Vodianova. Steidl, Göttingen, Germany, 2008. ISBN 978-3-86521-821-6.
- Beckett, Steidl, 2009

Exhibiciones de arte 
- 1991 : Musée national d'Art moderne, Centre Georges-Pompidou, París
- 1994 : Bunkamera Gallery, Tokio ; galerie Beatrice Wassermann, Múnich
- 1997 : Villa Farnèse, Rome
- 1998 : Private Heroes, Württembergischer Kunstverein, Stuttgart
- 2000 : Fotos y Pinturas, musée national des Beaux Arts d'Argentine, Buenos Aires
- 2001 : Täglich Neues, musée Ludwig ; Coblence ; Budapest
- 2003 : Maison européenne de la photographie, París
- 2003 : Transphotographiques, Lille, Crypte de la Cathédrale de la Treille
- 2005 : Perdre la tête, Académie de France à Rome, Villa Medici
- 2006 : True Stories, Istanbul Modern, Estambul
- 2007 : Perdre la tête, Manège de Moscou
- 2007 : Galerie Gagosian, Los Angeles
- 2007 : Written Photos, Villa Oppenheim, Berlín
- 2007 : Transphotographiques, Lille, Eglise St Maurice
- 2009 : Beckett, Maison de la Photographie, Lille

Filmografía (actor) 
- Chassé-croisé, film by Arielle Dombasle, 1982
- L'Argent (1983), film by Robert Bresson, 1983
- La Nuit porte-jarretelles, film by Virginie Thévenet, 1985
- 4 aventures de Reinette et Mirabelle, film by Éric Rohmer, 1987
- L'Arbre, le maire et la médiathèque, film by Éric Rohmer, 1993
- L'Anglaise et le Duc, film by Éric Rohmer, 2001
- L'Heure d'été, film by Olivier Assayas, 2008